# Quadricoma loricata
Quadricoma loricata är en rundmaskart som beskrevs av Nikolai Nikolaievich Filipjev 1922. Quadricoma loricata ingår i släktet Quadricoma och familjen Desmoscolecidae. Inga underarter finns listade i Catalogue of Life.